# 207P/NEAT
207P/NEAT, komet Jupiterove obitelji, objekt blizu Zemlji